# الکساندر گریل
الکساندر گریل (۱۹۳۸—۲۰۰۹) یک بازیگر فیلم اتریشی بود.